# Cephalotes hispaniolicus
Cephalotes hispaniolicus é uma espécie de inseto do gênero Cephalotes, pertencente à família Formicidae.